# بخش خنرال ویلیگاس
بخش خنرال ویلیگاس (به اسپانیایی: Partido de General Villegas) یک منطقهٔ مسکونی در آرژانتین است که در استان بوئنوس آیرس واقع شده‌است. بخش خنرال ویلیگاس ۷٬۲۳۲ کیلومتر مربع مساحت و ۲۸٬۹۶۰ نفر جمعیت دارد.